# Ángel Clemente Rojas
Ángel Clemente Rojas (Sarandí, 28 agosto 1944) è un ex calciatore argentino, di ruolo attaccante.

## Carriera

### Club
Ha trascorso la maggior parte della sua carriera con il Boca Juniors, con cui ha collezionato 192 presenze condite da 66 reti fra il 1963 ed il 1971 ed ha vinto quattro campionati argentini più una coppa nazionale.
È considerato una leggenda del club xeneize, al punto che gli è stata dedicata una statua all'interno della Bombonera.

### Nazionale
Con la Nazionale argentina ha disputato due incontri segnando una rete.

## Palmarès
- Campionato argentino: 4

1964, 1965, 1969 (Nacional), 1970 (Nacional)
- Copa Argentina: 1

1969